# 西南野古草
西南野古草（学名：Arundinella hookeri）为禾本科野古草属的植物。分布于尼泊尔、印度东北部及缅甸北部山区、锡金、不丹以及中国大陆的四川、贵州西部、西藏、云南等地，生长于海拔700米至3,000米的地区，见于山坡草地以及疏林中，目前尚未由人工引种栽培。

## 异名
- Arundinella chenii Keng